# Lista över oleanderväxternas släkten
Detta är en lista över släkten i familjen oleanderväxter (Apocynaceae) alfabetiskt ordnad efter de vetenskapliga namnen. Den tidigare familjen tulkörtsväxter (Asclepiadaceae) ingår numera i oleanderväxterna och i listan anges när släktet tidigare tillhörde tulkörtsväxterna.

## A
| Vetenskapligt namn         | Auktor          | Svenskt namn        | Källa | Tidigare familj          |
| -------------------------- | --------------- | ------------------- | ----- | ------------------------ |
| Absolmsia                  | Kuntze          |                     | IPNI  | Asclepiadaceae           |
| Acokanthera                | G.Don           | vintersötesläktet   | SKUD  | Acokanthera oblongifolia |
| Adelostemma                | Hook.f.         |                     | IPNI  | Asclepiadaceae           |
| Adenium                    | Roem. & Schult. | ökenrossläktet      | SKUD  | Adenium obesum           |
| Aganonerion                | Pierre & Spire  |                     | IPNI  |                          |
| Aganosma                   | G.Don           |                     | IPNI  |                          |
| Aidomene                   | Stopp           |                     | IPNI  | Asclepiadaceae           |
| Alafia                     | Thou.           |                     | IPNI  |                          |
| Allamanda                  | L.              | allamandasläktet    | SKUD  | Allamanda catharica      |
| Allomarkgrafia             | Woodson         |                     | IPNI  |                          |
| Allowoodsonia              | Markgr.         |                     | IPNI  |                          |
| Alstonia                   | R.Br.           |                     | ITIS  |                          |
| Alyxia                     | Banks ex R.Br.  |                     | ITIS  |                          |
| Amalocalyx                 | Pierre          |                     | IPNI  |                          |
| Ambelania                  | Aubl.           |                     | IPNI  |                          |
| Amblyopetalum → Oxypetalum |                 |                     |       | Asclepiadaceae           |
| Amblystigma                | Benth.          |                     | IPNI  | Asclepiadaceae           |
| Ampelamus                  | Raf.            |                     | IPNI  | Asclepiadaceae           |
| Amphidetes                 | E.Fourn.        |                     | IPNI  | Asclepiadaceae           |
| Amsonia                    | Walter          | amsoniasläktet      | SKUD  | Amsonia elliptica        |
| Anatropanthus              | Schltr.         |                     | IPNI  | Asclepiadaceae           |
| Ancylobothrys              | Pierre          |                     | IPNI  |                          |
| Anechites                  | Griseb.         |                     | ITIS  |                          |
| Angadenia                  | Miers           |                     | ITIS  |                          |
| Anisopus                   | N.E.Br.         |                     | IPNI  | Asclepiadaceae           |
| Anisotoma                  | Fenzl           |                     | IPNI  | Asclepiadaceae           |
| Anodendron                 | A.DC.           |                     | IPNI  |                          |
| Anomotassa                 | K.Schum.        |                     | IPNI  | Asclepiadaceae           |
| Apocynum                   | L.              | indianhampssläktet  | SKUD  | Apocynum cannabinum      |
| Araujia                    | Brot.           | fjärilsgömmesläktet | SKUD  | Asclepiadaceae           |
| Artia                      | Guillaumin      |                     | IPNI  |                          |
| Aspidosperma               | Mart. & Zucc.   |                     | SKUD  |                          |
| Asclepias                  | L.              | sidenörtssläktet    | NRM   |                          |
| Asketanthera               | Woodson         |                     | IPNI  |                          |
| Aspidoglossum              | E.Mey.          |                     | IPNI  | Asclepiadaceae           |
| Aspidosperma               | Mart. & Zucc.   |                     | IPNI  |                          |
| Astephanus                 | R.Br.           |                     | IPNI  | Asclepiadaceae           |
| Asterostemma               | Decne.          |                     | IPNI  | Asclepiadaceae           |
| Atherandra                 | Decne.          |                     | IPNI  | Asclepiadaceae           |
| Atherolepis                | Hook.f.         |                     | IPNI  | Asclepiadaceae           |
| Atherostemon               | Blume           |                     | IPNI  | Asclepiadaceae           |

## B
| Vetenskapligt namn     | Auktor              | Svenskt namn      | Källa | Tidigare familj |
| ---------------------- | ------------------- | ----------------- | ----- | --------------- |
| Baeolepis              | Decne. ex Moq.      |                   | IPNI  | Asclepiadaceae  |
| Baissea                | A.DC.               |                   | IPNI  |                 |
| Barjonia               | Decne.              |                   | IPNI  | Asclepiadaceae  |
| Baroniella             | Costantin & Gallaud |                   | IPNI  | Asclepiadaceae  |
| Baseonema              | Schltr. & Rendle    |                   | IPNI  | Asclepiadaceae  |
| Basistelma             | Bartlett            |                   | IPNI  | Asclepiadaceae  |
| Batesanthus            | N.E.Br.             |                   | IPNI  | Asclepiadaceae  |
| Beaumontia             | Wall.               | trattrankesläktet | SKUD  |                 |
| Belostemma → Tylophora |                     |                   |       | Asclepiadaceae  |
| Blepharodon            | Decne.              |                   | IPNI  | Asclepiadaceae  |
| Blyttia                | Arn.                |                   | IPNI  | Asclepiadaceae  |
| Bousigonia             | Pierre              |                   | IPNI  |                 |
| Brachystelma           | R.Br.               | asrevesläktet     | SKUD  | Asclepiadaceae  |

## C
| Vetenskapligt namn      | Auktor                      | Svenskt namn         | Källa | Tidigare familj |
| ----------------------- | --------------------------- | -------------------- | ----- | --------------- |
| Cabucala                | Pichon                      |                      | IPNI  |                 |
| Calathostelma           | E.Fourn.                    |                      | IPNI  | Asclepiadaceae  |
| Callichilia             | Stapf                       |                      | IPNI  |                 |
| Calostigma              | Decne.                      |                      | IPNI  | Asclepiadaceae  |
| Calotropis              | R.Br.                       | kronbusksläktet      | IPNI  | Asclepiadaceae  |
| Cameraria               | L.                          |                      | IPNI  |                 |
| Campestigma             | Pierre ex Costantin         |                      | IPNI  | Asclepiadaceae  |
| Camptocarpus            | Decne.                      |                      | IPNI  | Asclepiadaceae  |
| Caralluma               | R.Br.                       | flugstavssläktet     | SKUD  | Asclepiadaceae  |
| Carissa                 | L.                          | natalplommonsläktet  | SKUD  |                 |
| Carpodinus → Landolphia |                             |                      |       |                 |
| Carruthersia            | Seem.                       |                      | IPNI  |                 |
| Carvalhoa               | K.Schum.                    |                      | IPNI  |                 |
| Cascabela               | Raf.                        | tevetiasläktet       | SKUD  |                 |
| Catharanthus            | G.Don                       | rosenskönesläktet    | SKUD  |                 |
| Cerbera                 | L.                          | klippmangrovesläktet | IPNI  |                 |
| Cerberiopsis            | Vieill. ex Pancher & Sebert |                      | IPNI  |                 |
| Ceropegia               | L.                          | ceropegiasläktet     | SKUD  | Asclepiadaceae  |
| Chamaeclitandra         | (Stapf) Pichon              |                      | IPNI  |                 |
| Chilocarpus             | Blume                       |                      | IPNI  |                 |
| Chlorocyathus           | Oliver                      |                      | IPNI  | Asclepiadaceae  |
| Chonemorpha             | G.Don                       |                      | IPNI  |                 |
| Chunechites             | Tsiang                      |                      | IPNI  |                 |
| Cibirhiza               | P.Bruyns                    |                      | IPNI  | Asclepiadaceae  |
| Cionura                 | Griseb.                     |                      | IPNI  | Asclepiadaceae  |
| Cleghornia              | Wight                       |                      | IPNI  |                 |
| Clemensiella            | Schltr.                     |                      | IPNI  | Asclepiadaceae  |
| Clitandra               | Benth.                      |                      | IPNI  |                 |
| Coelostelma             | E.Fourn.                    |                      | IPNI  | Asclepiadaceae  |
| Condylocarpon           | Desf.                       |                      | IPNI  |                 |
| Conomitra               | Fenzl                       |                      | IPNI  | Asclepiadaceae  |
| Cordylogyne             | E.Mey.                      |                      | IPNI  | Asclepiadaceae  |
| Corollonema             | Schltr.                     |                      | IPNI  | Asclepiadaceae  |
| Cosmostigma             | Wight                       |                      | IPNI  | Asclepiadaceae  |
| Costantina              | Bullock                     |                      | IPNI  | Asclepiadaceae  |
| Couma                   | Aubl.                       |                      | IPNI  |                 |
| Craspidospermum         | Boj. ex DC.                 |                      | IPNI  |                 |
| Crioceras               | Pierre                      |                      | IPNI  |                 |
| Cryptolepis             | R.Br.                       |                      | IPNI  | Asclepiadaceae  |
| Cryptostegia            | R.Br.                       | gummirankesläktet    | SKUD  | Asclepiadaceae  |
| Curinila                | Roem. & Schult.             |                      | IPNI  | Asclepiadaceae  |
| Curroria                | Planch. ex Benth.           |                      | IPNI  | Asclepiadaceae  |
| Cyathostelma            | E.Fourn.                    |                      | IPNI  | Asclepiadaceae  |
| Cycladenia              | Hook.f.                     |                      | ITIS  |                 |
| Cyclocotyla             | Stapf                       |                      | IPNI  |                 |
| Cylindropsis            | Pierre                      |                      | IPNI  |                 |
| Cynanchum               | L.                          |                      | IPNI  | Asclepiadaceae  |
| Cyprinia                | Browicz                     |                      | IPNI  | Asclepiadaceae  |

## D
| Vetenskapligt namn         | Auktor                   | Svenskt namn  | Källa | Tidigare familj |
| -------------------------- | ------------------------ | ------------- | ----- | --------------- |
| Dactylostelma              | Schltr.                  |               | IPNI  | Asclepiadaceae  |
| Dalzielia                  | Turrill                  |               | IPNI  | Asclepiadaceae  |
| Decabelone                 | Decne.                   |               | IPNI  |                 |
| Decalepis                  | Wight & Arn.             |               | IPNI  | Asclepiadaceae  |
| Decanema                   | Decne.                   |               | IPNI  | Asclepiadaceae  |
| Decanemopsis → Sarcostemma |                          |               |       | Asclepiadaceae  |
| Decastelma                 | Schltr.                  |               | IPNI  | Asclepiadaceae  |
| Delphyodon                 | K.Schum.                 |               | IPNI  |                 |
| Dewevrella                 | De Wild.                 |               | IPNI  |                 |
| Dicarpophora               | Speg.                    |               | IPNI  | Asclepiadaceae  |
| Dictyanthus                | Decne.                   |               | IPNI  | Asclepiadaceae  |
| Dictyophleba               | Pierre                   |               | IPNI  |                 |
| Dipladenia → Mandevilla    |                          |               |       |                 |
| Diplolepis                 | R.Br.                    |               | IPNI  | Asclepiadaceae  |
| Diplorhynchus              | Welw. ex Ficalho & Hiern |               | IPNI  |                 |
| Diplostigma                | K.Schum.                 |               | IPNI  | Asclepiadaceae  |
| Dischidanthus              | Tsiang                   |               | IPNI  | Asclepiadaceae  |
| Dischidia                  | R.Br.                    | rotgömmor     | SKUD  | Asclepiadaceae  |
| Dischidiopsis              | Schltr.                  |               | IPNI  | Asclepiadaceae  |
| Ditassa                    | R.Br.                    |               | IPNI  | Asclepiadaceae  |
| Dittoceras                 | Hook.f.                  |               | IPNI  | Asclepiadaceae  |
| Dolichostegia              | Schltr.                  |               | IPNI  | Asclepiadaceae  |
| Dorystephania              | Warb.                    |               | IPNI  | Asclepiadaceae  |
| Dregea                     | E.Mey.                   | Fajansblommor | IPNI  | Asclepiadaceae  |
| Drepanostemma              | Jum. & H.Perrier         |               | IPNI  | Asclepiadaceae  |
| Duvalia                    | Haw.                     |               | IPNI  | Asclepiadaceae  |
| Duvaliandra                | M.G.Gilbert              |               | IPNI  | Asclepiadaceae  |
| Dyera                      | Hook.f.                  |               | SKUD  |                 |

## E
| Vetenskapligt namn | Auktor               | Svenskt namn | Källa | Tidigare familj |
| ------------------ | -------------------- | ------------ | ----- | --------------- |
| Ecdysanthera       | Hook. & Arn.         |              | IPNI  |                 |
| Echidnopsis        | Hook.f.              | ödlestjärnor | SKUD  | Asclepiadaceae  |
| Echites            | P.Br.                |              | ITIS  |                 |
| Ecliptostelma      | Brandegee            |              | IPNI  | Asclepiadaceae  |
| Ectadiopsis        | Benth.               |              | IPNI  | Asclepiadaceae  |
| Ectadium           | E.Mey.               |              | IPNI  | Asclepiadaceae  |
| Edithcolea         | N.E.Br.              |              | IPNI  | Asclepiadaceae  |
| Elytropus          | Müll.Arg.            |              | IPNI  |                 |
| Emicocarpus        | K.Schum. & Schltr.   |              | IPNI  | Asclepiadaceae  |
| Emplectanthus      | N.E.Br.              |              | IPNI  | Asclepiadaceae  |
| Epigynum           | Wight                |              | IPNI  |                 |
| Epistemma          | D.V.Field & J.B.Hall |              | IPNI  | Asclepiadaceae  |
| Eucorymbia         | Stapf                |              | IPNI  |                 |
| Eustegia           | R.Br.                |              | IPNI  | Asclepiadaceae  |
| Exolobus           | E.Fourn.             |              | IPNI  | Asclepiadaceae  |

## F
| Vetenskapligt namn | Auktor           | Svenskt namn | Källa | Tidigare familj |
| ------------------ | ---------------- | ------------ | ----- | --------------- |
| Fanninia           | Harv.            |              | IPNI  | Asclepiadaceae  |
| Farquharia         | Stapf            |              | IPNI  |                 |
| Fernaldia          | Woodson          |              | ITIS  |                 |
| Fimbristemma       | Turcz.           |              | IPNI  | Asclepiadaceae  |
| Finlaysonia        | Wall.            |              | IPNI  | Asclepiadaceae  |
| Fischeria          | DC.              |              | IPNI  | Asclepiadaceae  |
| Fockea             | Endl.            |              | IPNI  | Asclepiadaceae  |
| Folotsia           | Costantin & Bois |              | IPNI  | Asclepiadaceae  |
| Forsteronia        | G.F.W.Mey.       |              | ITIS  |                 |
| Frerea             | Dalzell          |              | IPNI  | Asclepiadaceae  |
| Funastrum          | E.Fourn.         |              | IPNI  | Asclepiadaceae  |
| Funtumia           | Stapf            |              | SKUD  |                 |

## G
| Vetenskapligt namn | Auktor                     | Svenskt namn | Källa | Tidigare familj |
| ------------------ | -------------------------- | ------------ | ----- | --------------- |
| Galactophora       | Woodson                    |              | IPNI  |                 |
| Geissospermum      | Allem.                     |              | IPNI  |                 |
| Genianthus         | Hook.f.                    |              | IPNI  | Asclepiadaceae  |
| Glossonema         | Decne.                     |              | IPNI  | Asclepiadaceae  |
| Glossostelma       | Schltr.                    |              | IPNI  | Asclepiadaceae  |
| Gomphocarpus       | R.Br.                      |              | IPNI  | Asclepiadaceae  |
| Gongronema         | (Endl.) Decne.             |              | IPNI  | Asclepiadaceae  |
| Gongylosperma      | King & Gamble              |              | IPNI  | Asclepiadaceae  |
| Gonioanthela       | Malme                      |              | IPNI  | Asclepiadaceae  |
| Gonioma            | E.Mey.                     |              | IPNI  |                 |
| Goniostemma        | Wight                      |              | IPNI  | Asclepiadaceae  |
| Gonocrypta         | Baill.                     |              | IPNI  | Asclepiadaceae  |
| Gonolobus          | Michx.                     |              | IPNI  | Asclepiadaceae  |
| Graphistemma       | Champ. ex Benth. & Hook.f. |              | IPNI  | Asclepiadaceae  |
| Grisebachiella     | Lorentz                    |              | IPNI  |                 |
| Grisseea           | Bakh.f.                    |              | IPNI  |                 |
| Gunnessia          | P.I.Forst.                 |              | IPNI  | Asclepiadaceae  |
| Gymnanthera        | R.Br.                      |              | IPNI  | Asclepiadaceae  |
| Gymnema            | R.Br.                      |              | SKUD  | Asclepiadaceae  |
| Gymnemopsis        | Costantin                  |              | IPNI  | Asclepiadaceae  |

## H
| Vetenskapligt namn    | Auktor                    | Svenskt namn    | Källa | Tidigare familj |
| --------------------- | ------------------------- | --------------- | ----- | --------------- |
| Hancornia             | B.A.Gomes                 |                 | ITIS  |                 |
| Hanghomia             | Gagnep. & Thenint         |                 | IPNI  |                 |
| Haplophyton           | A.DC.                     |                 | ITIS  |                 |
| Harmandiella          | Costantin                 |                 | IPNI  | Asclepiadaceae  |
| Harpanema             | Decne.                    |                 | IPNI  | Asclepiadaceae  |
| Heliostemma           | Woodson                   |                 | IPNI  | Asclepiadaceae  |
| Hemidesmus            | R.Br.                     |                 | SKUD  | Asclepiadaceae  |
| Hemipogon             | Decne.                    |                 | IPNI  | Asclepiadaceae  |
| Heterostemma          | Wight & Arn.              |                 | IPNI  | Asclepiadaceae  |
| Heynella              | Backer                    |                 | IPNI  | Asclepiadaceae  |
| Hickenia → Oxypetalum |                           |                 |       | Asclepiadaceae  |
| Himantostemma         | A.Gray                    |                 | IPNI  | Asclepiadaceae  |
| Himatanthus           | Willd. ex Roem. & Schult. |                 | IPNI  |                 |
| Holarrhena            | R.Br.                     |                 | SKUD  |                 |
| Holostemma            | R.Br.                     |                 | IPNI  | Asclepiadaceae  |
| Hoodia                | Decne.                    |                 | SKUD  | Asclepiadaceae  |
| x Hoodiapelia         | G.D.Rowley                |                 | IPNI  | Asclepiadaceae  |
| x Hoodiopsis          |                           |                 |       | Asclepiadaceae  |
| Hoya                  | R.Br.                     | porslinsblommor | SKUD  | Asclepiadaceae  |
| Hoyella               | Ridl.                     |                 | IPNI  | Asclepiadaceae  |
| Huernia               | R.Br.                     | asklockor       | SKUD  | Asclepiadaceae  |
| Huerniopsis           | N.E.Br.                   |                 | IPNI  | Asclepiadaceae  |
| Hunteria              | Roxb.                     |                 | IPNI  |                 |
| Huthamnus             | Tsiang                    |                 | IPNI  | Asclepiadaceae  |
| Hymenolophus          | Boerl.                    |                 | IPNI  |                 |
| Hypolobus             | E.Fourn.                  |                 | IPNI  | Asclepiadaceae  |

## I
| Vetenskapligt namn | Auktor           | Svenskt namn | Källa | Tidigare familj |
| ------------------ | ---------------- | ------------ | ----- | --------------- |
| Ibatia             | Decne.           |              | IPNI  | Asclepiadaceae  |
| Ichnocarpus        | R.Br.            |              | IPNI  |                 |
| Ischnolepis        | Jum. & H.Perrier |              | IPNI  | Asclepiadaceae  |
| Ischnostemma       | King & Gamble    |              | IPNI  | Asclepiadaceae  |
| Isonema            | R.Br.            |              | IPNI  |                 |
| Ixodonerium        | Pit.             |              | IPNI  |                 |

## J
| Vetenskapligt namn | Auktor                 | Svenskt namn | Källa | Tidigare familj |
| ------------------ | ---------------------- | ------------ | ----- | --------------- |
| Jacaima            | Rendle                 |              | IPNI  | Asclepiadaceae  |
| Janakia            | J.Joseph & V.Chandras. |              | IPNI  | Asclepiadaceae  |
| Jobinia            | E.Fourn.               |              | IPNI  | Asclepiadaceae  |

## K
| Vetenskapligt namn | Auktor  | Svenskt namn | Källa | Tidigare familj |
| ------------------ | ------- | ------------ | ----- | --------------- |
| Kamettia           | Kostel. |              | IPNI  |                 |
| Kanahia            | R.Br.   |              | IPNI  | Asclepiadaceae  |
| Karimbolea         | Desc.   |              | IPNI  | Asclepiadaceae  |
| Kerbera → Melinia  |         |              |       | Asclepiadaceae  |
| Kibatalia          | G.Don   |              | IPNI  |                 |
| Kinepetalum        | Schltr. |              | IPNI  | Asclepiadaceae  |
| Kopsia             | Blume   |              | IPNI  |                 |

## L
| Vetenskapligt namn      | Auktor       | Svenskt namn | Källa | Tidigare familj |
| ----------------------- | ------------ | ------------ | ----- | --------------- |
| Labidostelma            | Schltr.      |              | IPNI  | Asclepiadaceae  |
| Lachnostoma             | H.B. & K.    |              | IPNI  | Asclepiadaceae  |
| Lagoa                   | T.Durand     |              | IPNI  | Asclepiadaceae  |
| Landolphia              | P.Beauv.     |              | ITIS  |                 |
| Laubertia               | A.DC.        |              | IPNI  |                 |
| Lavrania                | D.C.H.Plowes |              | IPNI  | Asclepiadaceae  |
| Laxoplumeria            | Markgr.      |              | IPNI  |                 |
| Leichardtia             | R.Br.        |              | IPNI  | Asclepiadaceae  |
| Lepinia                 | Decaisne     |              | ITIS  |                 |
| Leptadenia              | R.Br.        |              | SKUD  | Asclepiadaceae  |
| Leuconotis              | Jack         |              | IPNI  |                 |
| Lhotzkyella             | Rauschert    |              | IPNI  | Asclepiadaceae  |
| Lochnera → Catharanthus |              |              |       |                 |
| Loniceroides            | Bullock      |              | IPNI  | Asclepiadaceae  |
| Lorostelma              | E.Fourn.     |              | IPNI  | Asclepiadaceae  |
| Lugonia                 | Wedd.        |              | IPNI  | Asclepiadaceae  |
| Lygisma                 | Hook.f.      |              | IPNI  | Asclepiadaceae  |
| Lyonsia → Parsonsia     |              |              |       |                 |

## M
| Vetenskapligt namn     | Auktor                | Svenskt namn      | Källa | Tidigare familj |
| ---------------------- | --------------------- | ----------------- | ----- | --------------- |
| Macoubea               | Aubl.                 |                   | IPNI  |                 |
| Macroditassa → Ditassa |                       |                   |       | Asclepiadaceae  |
| Macropetalum           | Burch. ex Decne.      |                   | IPNI  | Asclepiadaceae  |
| Macropharynx           | Rusby                 |                   | IPNI  |                 |
| Macroscepis            | H.B. & K.             |                   | IPNI  | Asclepiadaceae  |
| Macrosiphonia          | Muell.-Arg.           |                   | ITIS  |                 |
| Madarosperma           | Benth.                |                   | IPNI  | Asclepiadaceae  |
| Mahafalia              | Jum. & H.Perrier      |                   | IPNI  | Asclepiadaceae  |
| Mahawoa                | Schltr.               |                   | IPNI  | Asclepiadaceae  |
| Malinvaudia            | E.Fourn.              |                   | IPNI  | Asclepiadaceae  |
| Malouetia              | A.DC.                 |                   | IPNI  |                 |
| Mandevilla             | Lindl.                | bägarrankesläktet | SKUD  |                 |
| Mangenotia             | Pichon                |                   | IPNI  | Asclepiadaceae  |
| Margaretta             | Oliver                |                   | IPNI  | Asclepiadaceae  |
| Marsdenia              | R.Br.                 |                   | SKUD  | Asclepiadaceae  |
| Mascarenhasia          | A.DC.                 |                   | IPNI  |                 |
| Matelea                | Aubl.                 |                   | IPNI  | Asclepiadaceae  |
| Meladerma              | Kerr                  |                   | IPNI  | Asclepiadaceae  |
| Melinia                | Decne.                |                   | IPNI  | Asclepiadaceae  |
| Mellichampia           | A.Gray                |                   | IPNI  | Asclepiadaceae  |
| Melodinus              | J.R.Forst. & G.Forst. |                   | IPNI  |                 |
| Menabea                | Baill.                |                   | IPNI  | Asclepiadaceae  |
| Meresaldia             | Bullock               |                   | IPNI  | Asclepiadaceae  |
| Merrillanthus          | Chun & Tsiang         |                   | IPNI  | Asclepiadaceae  |
| Mesechites             | Müll.Arg.             |                   | IPNI  |                 |
| Metalepis              | Griseb.               |                   | IPNI  | Asclepiadaceae  |
| Metaplexis             | R.Br.                 |                   | IPNI  | Asclepiadaceae  |
| Metastelma             | R.Br.                 |                   | IPNI  | Asclepiadaceae  |
| Micholitzia            | N.E.Br.               |                   | IPNI  | Asclepiadaceae  |
| Micrechites            | Miq.                  |                   | IPNI  |                 |
| Microdactylon          | Brandegee             |                   | IPNI  | Asclepiadaceae  |
| Microloma              | R.Br.                 |                   | IPNI  | Asclepiadaceae  |
| Microplumeria          | Baill.                |                   | IPNI  |                 |
| Microstelma            | Baill.                |                   | IPNI  | Asclepiadaceae  |
| Miraglossum            | F.K.Kupicha           |                   | IPNI  | Asclepiadaceae  |
| Mitolepis              | Balf.f.               |                   | IPNI  | Asclepiadaceae  |
| Molongum               | Pichon                |                   | IPNI  |                 |
| Mitostigma             | Decne.                |                   | IPNI  | Asclepiadaceae  |
| Mondia                 | Skeels                |                   | IPNI  | Asclepiadaceae  |
| Morrenia               | Lindl.                |                   | IPNI  | Asclepiadaceae  |
| Mortoniella            | Woodson               |                   | IPNI  |                 |
| Motandra               | A.DC.                 |                   | IPNI  |                 |
| Mucoa                  | Zarucchi              |                   | IPNI  |                 |
| Myriopteron            | Griff.                |                   | IPNI  | Asclepiadaceae  |

## N
| Vetenskapligt namn | Auktor               | Svenskt namn    | Källa | Tidigare familj |
| ------------------ | -------------------- | --------------- | ----- | --------------- |
| Nautonia           | Decne.               |                 | IPNI  | Asclepiadaceae  |
| Neisosperma        | Raf.                 |                 | IPNI  |                 |
| Nematostemma       | Choux                |                 | IPNI  | Asclepiadaceae  |
| Neobracea          | Britton              |                 | IPNI  |                 |
| Neocouma           | Pierre               |                 | IPNI  |                 |
| Neoschumannia      | Schltr.              |                 | IPNI  | Asclepiadaceae  |
| Nephradenia        | Decne.               |                 | IPNI  | Asclepiadaceae  |
| Nerium             | L.                   | oleandersläktet | NRM   |                 |
| Notechidnopsis     | Lavranos & M.B.Bleck |                 | IPNI  | Asclepiadaceae  |
| Nouettea           | Pierre               |                 | IPNI  |                 |

## O
| Vetenskapligt namn | Auktor    | Svenskt namn   | Källa | Tidigare familj |
| ------------------ | --------- | -------------- | ----- | --------------- |
| Ochrosia           | Juss.     |                | ITIS  |                 |
| Odontadenia        | Benth.    |                | IPNI  |                 |
| Odontanthera       | Wight     |                | IPNI  | Asclepiadaceae  |
| Odontostelma       | Rendle    |                | IPNI  | Asclepiadaceae  |
| Oistonema          | Schltr.   |                | IPNI  | Asclepiadaceae  |
| Oncinema           | Arn.      |                | IPNI  | Asclepiadaceae  |
| Oncinotis          | Benth.    |                | IPNI  |                 |
| Oncostemma         | K.Schum.  |                | IPNI  | Asclepiadaceae  |
| Ophionella         | Bruyns    |                | IPNI  | Asclepiadaceae  |
| Orbea              | Haw.      | ordensstjärnor | SKUD  | Asclepiadaceae  |
| Orbeanthus         | L.C.Leach |                | IPNI  | Asclepiadaceae  |
| Orbeopsis          | L.C.Leach |                | SKUD  | Asclepiadaceae  |
| Oreosparte         | Schltr.   |                | IPNI  | Asclepiadaceae  |
| Orthanthera        | Wight     |                | IPNI  | Asclepiadaceae  |
| Orthopichonia      | H.Huber   |                | IPNI  |                 |
| Orthosia           | Decne.    |                | IPNI  | Asclepiadaceae  |
| Oxypetalum         | R.Br.     |                | SKUD  | Asclepiadaceae  |
| Oxystelma          | R.Br.     |                | IPNI  | Asclepiadaceae  |

## P
| Vetenskapligt namn        | Auktor              | Svenskt namn | Källa | Tidigare familj |
| ------------------------- | ------------------- | ------------ | ----- | --------------- |
| Pachycarpus               | E.Mey.              |              | IPNI  | Asclepiadaceae  |
| Pachycymbium              | L.C.Leach           |              | IPNI  | Asclepiadaceae  |
| Pachypodium               | Lindl.              | ökenstjärnor | SKUD  |                 |
| Pacouria                  | Aubl.               |              | IPNI  |                 |
| Papuastelma               | Bullock             |              | IPNI  | Asclepiadaceae  |
| Papuechites               | Markgr.             |              | IPNI  |                 |
| Parahancornia             | Ducke               |              | IPNI  |                 |
| Parameria                 | Benth.              |              | IPNI  |                 |
| Parapodium                | E.Mey.              |              | IPNI  | Asclepiadaceae  |
| Parquetina                | Baill.              |              | IPNI  | Asclepiadaceae  |
| Parsonsia                 | R.Br.               |              | IPNI  |                 |
| Pattalias                 | S.Watson            |              | IPNI  | Asclepiadaceae  |
| Peckoltia                 | E.Fourn.            |              | IPNI  | Asclepiadaceae  |
| Pectinaria                | Haw.                |              | SKUD  | Asclepiadaceae  |
| Peltastes                 | Woodson             |              | IPNI  |                 |
| Pentabothra               | Hook.f.             |              | IPNI  | Asclepiadaceae  |
| Pentacyphus               | Schltr.             |              | IPNI  | Asclepiadaceae  |
| Pentagonanthus            | Bullock             |              | IPNI  | Asclepiadaceae  |
| Pentalinon                | Voigt               |              | SKUD  |                 |
| Pentanura                 | Blume               |              | IPNI  | Asclepiadaceae  |
| Pentarrhinum              | E.Mey.              |              | IPNI  | Asclepiadaceae  |
| Pentasacme                | G.Don               |              | IPNI  | Asclepiadaceae  |
| Pentastelma               | Y.Tsiang & P.T.Li   |              | IPNI  | Asclepiadaceae  |
| Pentatropis               | Wight & Arn.        |              | SKUD  | Asclepiadaceae  |
| Pentopetia                | Decne.              |              | IPNI  | Asclepiadaceae  |
| Pentopetiopsis            | Costantin & Gallaud |              | IPNI  | Asclepiadaceae  |
| Peplonia                  | Decne.              |              | IPNI  | Asclepiadaceae  |
| Pergularia                | L.                  |              | IPNI  | Asclepiadaceae  |
| Periglossum               | Decne.              |              | IPNI  | Asclepiadaceae  |
| Periploca                 | L.                  | trädslingor  | SKUD  | Asclepiadaceae  |
| Petalostelma → Metastelma |                     |              |       | Asclepiadaceae  |
| Petchia                   | Livera              |              | IPNI  |                 |
| Petopentia                | Bullock             |              | IPNI  | Asclepiadaceae  |
| Pezisicarpus              | Vernet              |              | IPNI  |                 |
| Phaeostemma               | E.Fourn.            |              | IPNI  | Asclepiadaceae  |
| Pherotrichis              | Decne.              |              | IPNI  | Asclepiadaceae  |
| Philibertia               | H.B. & K.           |              | IPNI  | Asclepiadaceae  |
| Phyllanthera              | Blume               |              | IPNI  | Asclepiadaceae  |
| Physostelma               | Wight               |              | IPNI  | Asclepiadaceae  |
| Piaranthus                | R.Br.               |              | IPNI  | Asclepiadaceae  |
| Picralima                 | Pierre              |              | IPNI  |                 |
| Platykeleba               | N.E.Br.             |              | IPNI  | Asclepiadaceae  |
| Plectaneia                | Thou.               |              | IPNI  |                 |
| Pleiocarpa                | Benth.              |              | IPNI  |                 |
| Pleioceras                | Baill.              |              | IPNI  |                 |
| Pleurostelma              | Schltr.             |              | IPNI  | Asclepiadaceae  |
| Plumeria                  | L.                  |              | SKUD  |                 |
| Podandra                  | Baill.              |              | IPNI  | Asclepiadaceae  |
| Podostelma                | K.Schum.            |              | IPNI  | Asclepiadaceae  |
| Poicillopsis              | Schltr.             |              | IPNI  | Asclepiadaceae  |
| Polystemma                | Decne.              |              | IPNI  | Asclepiadaceae  |
| Pottsia                   | Hook. & Arn.        |              | IPNI  |                 |
| Prestonia                 | R.Br.               |              | ITIS  |                 |
| Prosopostelma             | Baill.              |              | IPNI  | Asclepiadaceae  |
| Prosthecidiscus           | Donn.Sm.            |              | IPNI  | Asclepiadaceae  |
| Pseudibatia               | Malme               |              | IPNI  | Asclepiadaceae  |
| Pseudolithos              | P.R.O.Bally         |              | IPNI  | Asclepiadaceae  |
| Pseudomarsdenia           | Baill.              |              | IPNI  | Asclepiadaceae  |
| Pseudopectinaria          | Lavranos            |              | IPNI  | Asclepiadaceae  |
| Pseudopentatropis         | Costantin           |              | IPNI  | Asclepiadaceae  |
| Pteralyxia                | K.Schum.            |              | ITIS  |                 |
| Ptycanthera               | Decne.              |              | IPNI  | Asclepiadaceae  |
| Pycnobotrya               | Benth.              |              | IPNI  |                 |
| Pycnobregma               | Baill.              |              | IPNI  | Asclepiadaceae  |
| Pycnoneurum               | Decne.              |              | IPNI  | Asclepiadaceae  |
| Pycnorhachis              | Benth.              |              | IPNI  | Asclepiadaceae  |
| Pycnostelma               | Bunge ex Decne.     |              | IPNI  | Asclepiadaceae  |

## Q
| Vetenskapligt namn | Auktor   | Svenskt namn | Källa | Tidigare familj |
| ------------------ | -------- | ------------ | ----- | --------------- |
| Quaqua             | N.E.Br.  |              | SKUD  | Asclepiadaceae  |
| Quiotania          | Zarucchi |              | IPNI  |                 |
| Quisumbingia       | Merr.    |              | IPNI  | Asclepiadaceae  |

## R
| Vetenskapligt namn         | Auktor      | Svenskt namn | Källa | Tidigare familj |
| -------------------------- | ----------- | ------------ | ----- | --------------- |
| Raphionacme                | Harv.       |              | IPNI  | Asclepiadaceae  |
| Raphistemma                | Wall.       |              | IPNI  | Asclepiadaceae  |
| Rauvolfia                  | L.          | rauvolfior   | SKUD  |                 |
| Rauwolfia → Rauvolfia      |             |              |       |                 |
| Rhabdadenia                | Muell.-Arg. |              | ITIS  |                 |
| Rhazya                     | Decne.      |              | IPNI  |                 |
| Rhigospira                 | Miers       |              | IPNI  |                 |
| Rhodocalyx                 | Müll.Arg.   |              | IPNI  |                 |
| Rhyncharrhena              | F.Muell.    |              | IPNI  | Asclepiadaceae  |
| Rhynchodia                 | Benth.      |              | IPNI  |                 |
| Rhynchostigma → Toxocarpus |             |              |       | Asclepiadaceae  |
| Rhyssolobium               | E.Mey.      |              | IPNI  | Asclepiadaceae  |
| Rhyssostelma               | Decne.      |              | IPNI  | Asclepiadaceae  |
| Rhytidocaulon              | P.R.O.Bally |              | IPNI  | Asclepiadaceae  |
| Riocreuxia                 | Decne.      |              | IPNI  | Asclepiadaceae  |
| Rojasia                    | Malme       |              | IPNI  | Asclepiadaceae  |
| Rothrockia                 | A.Gray      |              | IPNI  | Asclepiadaceae  |

## S
| Vetenskapligt namn         | Auktor           | Svenskt namn   | Källa | Tidigare familj |
| -------------------------- | ---------------- | -------------- | ----- | --------------- |
| Saba                       | (Pichon) Pichon  |                | ITIS  |                 |
| Sacleuxia                  | Baill.           |                | IPNI  | Asclepiadaceae  |
| Salpinctes                 | Woodson          |                | IPNI  |                 |
| Sarcolobus                 | R.Br.            |                | IPNI  | Asclepiadaceae  |
| Sarcorrhiza                | Bullock          |                | IPNI  | Asclepiadaceae  |
| Sarcostemma                | R.Br.            |                | IPNI  | Asclepiadaceae  |
| Sattadia                   | E.Fourn.         |                | IPNI  | Asclepiadaceae  |
| Schistogyne                | Hook. & Arn.     |                | IPNI  | Asclepiadaceae  |
| Schistonema                | Schltr.          |                | IPNI  | Asclepiadaceae  |
| Schizoglossum              | E.Mey.           |                | IPNI  | Asclepiadaceae  |
| Schizozygia                | Baill.           |                | IPNI  |                 |
| Schlechterella             | K.Schum.         |                | IPNI  | Asclepiadaceae  |
| Schubertia                 | Mart.            |                | IPNI  | Asclepiadaceae  |
| Scyphostelma               | Baill.           |                | IPNI  | Asclepiadaceae  |
| Secamone                   | R.Br.            |                | IPNI  | Asclepiadaceae  |
| Secamonopsis               | Jum.             |                | IPNI  | Asclepiadaceae  |
| Secondatia                 | A.DC.            |                | IPNI  |                 |
| Seshagiria                 | Ansari & Hemadri |                | IPNI  | Asclepiadaceae  |
| Sindechites                | Oliver           |                | IPNI  |                 |
| Siphonostelma              | Schltr.          |                | IPNI  | Asclepiadaceae  |
| Sisyranthus                | E.Mey.           |                | IPNI  | Asclepiadaceae  |
| Skytanthus                 | Meyen            |                | IPNI  |                 |
| Socotranthus               | Kuntze           |                | IPNI  | Asclepiadaceae  |
| Solenostemma               | Hayne            |                | IPNI  | Asclepiadaceae  |
| Spathidolepis              | Schltr.          |                | IPNI  | Asclepiadaceae  |
| Sphaerocodon               | Benth.           |                | IPNI  | Asclepiadaceae  |
| Spirella                   | Costantin        |                | IPNI  | Asclepiadaceae  |
| Spirolobium                | Baill.           |                | IPNI  |                 |
| Spongiosperma              | Zarucchi         |                | IPNI  |                 |
| Stapelia                   | L.               | Asblomssläktet | SKUD  | Asclepiadaceae  |
| Stapelianthus              | Choux            |                | IPNI  | Asclepiadaceae  |
| Stapeliopsis               | Pillans          |                | IPNI  | Asclepiadaceae  |
| Stathmostelma              | K.Schum.         |                | IPNI  | Asclepiadaceae  |
| Steleostemma               | Schltr.          |                | IPNI  | Asclepiadaceae  |
| Stelmagonum                | Baill.           |                | IPNI  | Asclepiadaceae  |
| Stelmatocodon              | Schltr.          |                | IPNI  | Asclepiadaceae  |
| Stemmadenia                | Benth.           |                | IPNI  |                 |
| Stenomeria                 | Turcz.           |                | IPNI  | Asclepiadaceae  |
| Stenostelma                | Schltr.          |                | IPNI  | Asclepiadaceae  |
| Stephanostegia             | Baill.           |                | IPNI  |                 |
| Stephanostema              | K.Schum.         |                | IPNI  |                 |
| Stephanotis                | Thouars          |                | SKUD  | Asclepiadaceae  |
| Stigmatorhynchus           | Schltr.          |                | IPNI  | Asclepiadaceae  |
| Stipecoma                  | Müll.Arg.        |                | IPNI  |                 |
| Stomatostemma              | N.E.Br.          |                | IPNI  | Asclepiadaceae  |
| Strempeliopsis             | Benth.           |                | IPNI  |                 |
| Streptocaulon              | Wight & Arn.     |                | IPNI  | Asclepiadaceae  |
| Streptomanes               | K.Schum.         |                | IPNI  | Asclepiadaceae  |
| Strobopetalum              | N.E.Br.          |                | IPNI  | Asclepiadaceae  |
| Strophanthus               | DC.              | strofanter     | SKUD  |                 |
| Strophantus → Strophanthus |                  |                |       |                 |
| Stuckertia                 | Kuntze           |                | IPNI  | Asclepiadaceae  |
| Stultitia → Orbea          |                  |                |       | Asclepiadaceae  |
| Swynnertonia               | S.Moore          |                | IPNI  | Asclepiadaceae  |

## T
| Vetenskapligt namn      | Auktor             | Svenskt namn | Källa | Tidigare familj |
| ----------------------- | ------------------ | ------------ | ----- | --------------- |
| Tabernaemontana         | L.                 |              | SKUD  |                 |
| Tacazzea                | Decne.             |              | IPNI  | Asclepiadaceae  |
| Tainionema              | Schltr.            |              | IPNI  | Asclepiadaceae  |
| Tanulepis               | Balf.f.            |              | IPNI  | Asclepiadaceae  |
| Tassadia                | Decne.             |              | IPNI  | Asclepiadaceae  |
| Tavaresia → Decabelone  |                    |              |       | Asclepiadaceae  |
| Telectadium             | Baill.             |              | IPNI  | Asclepiadaceae  |
| Telesilla               | Klotzsch           |              | IPNI  | Asclepiadaceae  |
| Telminostelma           | E.Fourn.           |              | IPNI  | Asclepiadaceae  |
| Telosma                 | Coville            |              | IPNI  | Asclepiadaceae  |
| Temnadenia              | Miers              |              | IPNI  |                 |
| Tenaris                 | E.Mey.             |              | IPNI  | Asclepiadaceae  |
| Tetracustelma → Matelea |                    |              |       | Asclepiadaceae  |
| Tetraphysa              | Schltr.            |              | IPNI  | Asclepiadaceae  |
| Thenardia               | H.B. & K.          |              | IPNI  |                 |
| Thevetia                | Adans.             |              | ITIS  |                 |
| Thozetia                | F.Muell. ex Benth. |              | IPNI  | Asclepiadaceae  |
| Thyrsanthella           | (Baill.) Pichon    |              | IPNI  |                 |
| Tintinnabularia         | Woodson            |              | IPNI  |                 |
| Tonduzia                | Pittier            |              | IPNI  |                 |
| Toxocarpus              | Wight & Arn.       |              | IPNI  | Asclepiadaceae  |
| Trachelospermum         | Lem.               |              | ITIS  |                 |
| Trachycalymma           | Bullock            |              | IPNI  | Asclepiadaceae  |
| Treutlera               | Hook.f.            |              | IPNI  | Asclepiadaceae  |
| Trichocaulon            | N.E.Br.            |              | IPNI  | Asclepiadaceae  |
| Trichosacme             | Zucc.              |              | IPNI  | Asclepiadaceae  |
| Trichosandra            | Decne.             |              | IPNI  | Asclepiadaceae  |
| Trichostelma            | Baill.             |              | IPNI  | Asclepiadaceae  |
| Tridentea               | Haw.               |              | IPNI  | Asclepiadaceae  |
| Triodoglossum           | Bullock            |              | IPNI  | Asclepiadaceae  |
| Tromotriche             | Haw.               |              | IPNI  | Asclepiadaceae  |
| Tweedia                 | Hook. & Arn.       |              | IPNI  | Asclepiadaceae  |
| Tylodontia              | Griseb.            |              | IPNI  | Asclepiadaceae  |
| Tylophora               | R.Br.              |              | IPNI  | Asclepiadaceae  |
| Tylophoropsis           | N.E.Br.            |              | IPNI  | Asclepiadaceae  |

## U
| Vetenskapligt namn     | Auktor                    | Svenskt namn | Källa | Tidigare familj |
| ---------------------- | ------------------------- | ------------ | ----- | --------------- |
| Urceola                | Roxb.                     |              | IPNI  |                 |
| Urechites → Pentalinon |                           |              |       |                 |
| Urnularia              | Stapf                     |              | IPNI  |                 |
| Urostephanus           | Robinson & Greenm.        |              | IPNI  | Asclepiadaceae  |
| Utleria                | Bedd. ex Benth. & Hook.f. |              | IPNI  | Asclepiadaceae  |

## V
| Vetenskapligt namn    | Auktor      | Svenskt namn | Källa | Tidigare familj |
| --------------------- | ----------- | ------------ | ----- | --------------- |
| Vahadenia             | Stapf       |              | IPNI  |                 |
| Vailia                | Rusby       |              | IPNI  | Asclepiadaceae  |
| Vallariopsis          | Woodson     |              | IPNI  |                 |
| Vallaris              | Burm.f.     |              | IPNI  |                 |
| Vallesia              | Ruiz & Pav. |              | ITIS  |                 |
| Vinca                 | L.          | vintergrönor | NRM   |                 |
| Vincetoxicopsis       | Costantin   |              | IPNI  | Asclepiadaceae  |
| Vincetoxicum          | Wolf        | tulkörter    | NRM   | Asclepiadaceae  |
| Voacanga              | Thouars     |              | SKUD  |                 |
| Voharanga → Cynanchum |             |              |       | Asclepiadaceae  |
| Vohemaria             | Buchenau    |              | IPNI  | Asclepiadaceae  |

## W
| Vetenskapligt namn | Auktor  | Svenskt namn | Källa | Tidigare familj |
| ------------------ | ------- | ------------ | ----- | --------------- |
| White-sloanea      | Chiov.  |              | IPNI  | Asclepiadaceae  |
| Widgrenia          | Malme   |              | IPNI  | Asclepiadaceae  |
| Willughbeia        | Scop.   |              | IPNI  |                 |
| Woodia             | Schltr. |              | IPNI  | Asclepiadaceae  |
| Woytkowskia        | Woodson |              | IPNI  |                 |
| Wrightia           | R.Br.   |              | SKUD  |                 |

## X
| Vetenskapligt namn             | Auktor | Svenskt namn | Källa | Tidigare familj |
| ------------------------------ | ------ | ------------ | ----- | --------------- |
| Xylinabaria                    | Pierre |              | IPNI  |                 |
| Xylinabariopsis → Ecdysanthera |        |              |       |                 |
| Xysmalobium                    | R.Br.  |              | IPNI  | Asclepiadaceae  |

## Z
| Vetenskapligt namn | Auktor  | Svenskt namn | Källa | Tidigare familj |
| ------------------ | ------- | ------------ | ----- | --------------- |
| Zacateza           | Bullock |              | IPNI  | Asclepiadaceae  |
| Zygostelma         | Benth.  |              | IPNI  | Asclepiadaceae  |

## Auktorkällor
- IPNI - International Plant Names Index
- ITIS - Integrated Taxonomic Information System
- NRM - Naturhistoriska riksmuseets checklista
- SKUD - Svensk kulturväxtdatabas